# Helen O’Connell (uróloga)
Helen O’Connell (Australia, 3 de abril de 1962) es una uróloga y cirujana australiana. Fue la primera mujer en especializarse en urología en Australia.

## Biografía
En 1993, O'Connell se convirtió en la primera uróloga de Australia. Es profesora del Departamento de Cirugía de la Universidad de Melbourne, y es miembro del Consejo de Dirección del Real Colegio Australiano de Cirujanos.
El Hospital Western Health de Victoria la nombró Jefa de Cirugía y Urología en 2016, donde también es la Jefa del departamento de investigación del anatomía pélvica femenina. En 2019, fue nombrada Directora del encuentro de la Sociedad Internacional de Continencia que se celebra en Melbourne en 2021.

## Publicaciones
O'Connell ha realizado decenas de publicaciones científicas en el ámbito de la urología y la sexualidad femenina. El 1 de junio de 1998, describió por primera vez en la historia la anatomía completa del clítoris en un artículo publicado en el Journal of Urology. Dicha descripción incluía todos sus elementos y detallaba su vascularización. También mencionaba los bulbos cavernosos y la relación del clítoris con la uretra y la vagina.
En 2010, O’Connell logró representar por primera vez un clítoris estimulado en una imagen en 3D, en la que se mostraban sus más de 15 000 terminaciones nerviosas en la región pélvica. En 2017, publicó un artículo en The Journal of Sexual Medicine en el que cuestionaba la existencia del punto G ya que desde el punto de vista anatómico no fue posible localizar ningún tejido en la pared vaginal con el que pudiera relacionarse.
En 2020, O’Connell se encuentra realizando un estudio sobre la anatomía de la uretra en relación con la vagina.

## Reconocimientos
La Asociación Mundial para la Salud Sexual (WAS, por sus siglas en inglés), otorgó la medalla de oro a O’Connell, su más alta condecoración, en 2007 en reconocimiento a sus investigaciones.